# Бельский муниципальный округ
Бе́льский муниципа́льный о́круг — административно-территориальная единица и одноимённое муниципальное образование (муниципальный округ) на юго-западе Тверской области России.
Административный центр — город Белый.

## География
Расположен на юго-западе области и граничит на западе с Жарковским, на севере с Нелидовским, на северо-востоке с Оленинским районами Тверской области, на юге — со Смоленской областью, Сычёвский, Новодугинский, Холм-Жирковский и Духовщинский районы.
Площадь составляет 2135 км². Восточную часть района занимает Бельская возвышенность.
Основные реки: Межа (по границе), Обша, Нача, Льба, Шесница, Чичатка, Лосьмянка, Белая. Все эти реки бассейна Западной Двины. На юге округа находятся верховья нескольких притоков реки Вопь, правого притока Днепра (исток которого находится в 5 км от границы района на территории Смоленской области).
Озёра: Чичатское — 78,3 га, Красногородское — 65,9 га, Тумерто — 50 га, Будинское — 10 га.

## История
Район образован при расформировании Бельского уезда Смоленской губернии в 1929 году в составе вновь образованной Западной области. С 1937 года — в Смоленской области. В 1944 году район вошёл в состав Великолукской области (никогда ранее Белый не подчинялся ни Великим Лукам, ни Твери), а в 1957 году отошёл к Калининской области. 12 января 1960 года к Бельскому району была присоединена часть территории упразднённого Жарковского района. В 1963—1965 годах территория Бельского района входила в Нелидовский район, а в 1965 году Бельский район был восстановлен.
Законом Тверской области от 7 апреля 2022 года Бельский муниципальный район и входящие в его состав городские и сельские поселения были преобразованы в Бельский муниципальный округ, как административно-территориальная единица район был преобразован в округ, город Белый наделён статусом города окружного значения.

## Население
| 1959   | 1970    | 1979    | 1989    | 2002  | 2006  | 2009  | 2010  | 2011  |
| ------ | ------- | ------- | ------- | ----- | ----- | ----- | ----- | ----- |
| 17 154 | ↘16 060 | ↘10 827 | ↘10 005 | ↘8125 | ↘7300 | ↘6647 | ↘6582 | ↘6534 |
| 2012   | 2013    | 2014    | 2015    | 2016  | 2017  | 2018  | 2019  | 2020  |
| ↘6355  | ↘6166   | ↘5938   | ↘5778   | ↘5628 | ↘5509 | ↘5397 | ↘5286 | ↘5146 |
| 2021   |         |         |         |       |       |       |       |       |
| ↘5089  |         |         |         |       |       |       |       |       |

Гендерный состав
По данным переписи 2002 года население составило 8125 жителей (3756 мужчин и 4369 женщин).

### Урбанизация
Городское население (город Белый) составляет 61,41 % от всего населения округа.

### Национальный состав
По итогам переписи населения 2020 года проживали следующие национальности (национальности менее 0,1 % и другое, см. в сноске к строке «Другие»):
| Национальность | Численность, чел. | Доля     |
| -------------- | ----------------- | -------- |
| Русские        | 4968              | 97,62 %  |
| Цыгане         | 34                | 0,67 %   |
| Другие         | 87                | 1,71 %   |
| Итого          | 5089              | 100,00 % |

## Административно-муниципальное устройство до 2022 года
До 2022 года в Бельский муниципальный район входили 7 муниципальных образований, в том числе одно городское и 6 сельских поселений:
| №        | Муниципальное образование        | Административный центр | Количество населённых пунктов | Население (чел.) | Площадь (км²) |
| -------- | -------------------------------- | ---------------------- | ----------------------------- | ---------------- | ------------- |
| 1e-06    | Городские поселения:             |                        |                               |                  |               |
| 1        | город Белый                      | город Белый            | 1                             | ↗3125            | 17,56         |
| 1.000002 | Сельские поселения:              |                        |                               |                  |               |
| 2        | Будинское сельское поселение     | деревня Будино         | 12                            | ↗313             | 4,29          |
| 3        | Верховское сельское поселение    | деревня Верховье       | 15                            | ↗194             | 7,17          |
| 4        | Демяховское сельское поселение   | деревня Демяхи         | 29                            | ↘269             | 16,87         |
| 5        | Егорьевское сельское поселение   | деревня Егорье         | 20                            | ↘236             | 13,84         |
| 6        | Кавельщинское сельское поселение | село Кавельщино        | 32                            | ↘671             | 19,69         |
| 7        | Пригородное сельское поселение   | посёлок Пригородный    | 32                            | ↘281             | 17,78         |

## Населённые пункты
В  Бельском районе 141 населённый пункт.
| №   | Населённый пункт | Тип     | Население | Муниципальное образование        |
| --- | ---------------- | ------- | --------- | -------------------------------- |
| 1   | Азарово          | деревня | 5         | Демяховское сельское поселение   |
| 2   | Алферово         | деревня | 0         | Пригородное сельское поселение   |
| 3   | Альшаники        | деревня | 54        | Кавельщинское сельское поселение |
| 4   | Антипино         | деревня | 13        | Верховское сельское поселение    |
| 5   | Афонино          | деревня | 6         | Кавельщинское сельское поселение |
| 6   | Белый            | город   | ↗3125     | город Белый                      |
| 7   | Бокачево         | деревня | 147       | Кавельщинское сельское поселение |
| 8   | Большое Макарово | деревня | 0         | Демяховское сельское поселение   |
| 9   | Бор              | деревня | 0         | Демяховское сельское поселение   |
| 10  | Борки            | деревня | 0         | Егорьевское сельское поселение   |
| 11  | Борок            | деревня | 1         | Пригородное сельское поселение   |
| 12  | Боярщина         | деревня | 1         | Верховское сельское поселение    |
| 13  | Бражники         | деревня | 0         | Кавельщинское сельское поселение |
| 14  | Будино           | деревня | ↗320      | Будинское сельское поселение     |
| 15  | Булыгино         | деревня | 1         | Кавельщинское сельское поселение |
| 16  | Быково           | деревня | 0         | Кавельщинское сельское поселение |
| 17  | Васнево          | деревня | 28        | Кавельщинское сельское поселение |
| 18  | Верховье         | деревня | ↘178      | Верховское сельское поселение    |
| 19  | Влазнево         | деревня | 1         | Будинское сельское поселение     |
| 20  | Глушаково        | деревня | 0         | Верховское сельское поселение    |
| 21  | Городна 1        | деревня | 1         | Кавельщинское сельское поселение |
| 22  | Городна 2        | деревня | 1         | Кавельщинское сельское поселение |
| 23  | Гредякино        | деревня | 0         | Егорьевское сельское поселение   |
| 24  | Грибаново        | деревня | 161       | Егорьевское сельское поселение   |
| 25  | Грибово          | деревня | 0         | Пригородное сельское поселение   |
| 26  | Давыдково        | деревня | 9         | Верховское сельское поселение    |
| 27  | Дворище          | деревня | 9         | Демяховское сельское поселение   |
| 28  | Демидки          | деревня | 1         | Кавельщинское сельское поселение |
| 29  | Демяхи           | деревня | ↘168      | Демяховское сельское поселение   |
| 30  | Дубки            | деревня | 1         | Кавельщинское сельское поселение |
| 31  | Дубровка         | деревня | 0         | Будинское сельское поселение     |
| 32  | Дуброво 1        | деревня | 15        | Демяховское сельское поселение   |
| 33  | Дуброво 2        | деревня | 0         | Демяховское сельское поселение   |
| 34  | Дунаево          | деревня | 23        | Верховское сельское поселение    |
| 35  | Егорье           | деревня | 69        | Егорьевское сельское поселение   |
| 36  | Емельяново       | деревня | 0         | Будинское сельское поселение     |
| 37  | Ефимлево         | деревня | 0         | Пригородное сельское поселение   |
| 38  | Заболотье        | деревня | ↘0        | Пригородное сельское поселение   |
| 39  | Заболотье        | деревня | 0         | Пригородное сельское поселение   |
| 40  | Зайково          | деревня | 0         | Демяховское сельское поселение   |
| 41  | Заньково         | деревня | 1         | Пригородное сельское поселение   |
| 42  | Ивановка         | деревня | 0         | Пригородное сельское поселение   |
| 43  | Иванченки        | деревня | 0         | Верховское сельское поселение    |
| 44  | Ивашкино         | деревня | 0         | Демяховское сельское поселение   |
| 45  | Ивашково         | деревня | 7         | Кавельщинское сельское поселение |
| 46  | Истратово        | деревня |           | Кавельщинское сельское поселение |
| 47  | Кавельщино       | село    | ↘384      | Кавельщинское сельское поселение |
| 48  | Клемятино        | деревня | 29        | Будинское сельское поселение     |
| 49  | Князево          | деревня | 0         | Егорьевское сельское поселение   |
| 50  | Комары           | деревня | 196       | Кавельщинское сельское поселение |
| 51  | Конново          | деревня | 9         | Егорьевское сельское поселение   |
| 52  | Корнево          | деревня | 0         | Пригородное сельское поселение   |
| 53  | Коровино         | деревня | 1         | Егорьевское сельское поселение   |
| 54  | Корчежино        | деревня | 0         | Егорьевское сельское поселение   |
| 55  | Косилово         | деревня | 0         | Кавельщинское сельское поселение |
| 56  | Котово           | деревня | 0         | Демяховское сельское поселение   |
| 57  | Кошкино          | деревня | 0         | Верховское сельское поселение    |
| 58  | Кузьмино         | деревня | 0         | Будинское сельское поселение     |
| 59  | Куракино         | деревня | 0         | Пригородное сельское поселение   |
| 60  | Куракинский      | посёлок | 45        | Пригородное сельское поселение   |
| 61  | Лапково          | деревня | 0         | Кавельщинское сельское поселение |
| 62  | Лейкино          | деревня | 0         | Пригородное сельское поселение   |
| 63  | Леоново          | деревня | 0         | Верховское сельское поселение    |
| 64  | Лесозавод        | посёлок | 0         | Демяховское сельское поселение   |
| 65  | Ломоносово       | деревня | 0         | Демяховское сельское поселение   |
| 66  | Лосьмино         | деревня | 11        | Демяховское сельское поселение   |
| 67  | Лосьмянка        | деревня | 14        | Демяховское сельское поселение   |
| 68  | Лубенькино       | деревня | 0         | Кавельщинское сельское поселение |
| 69  | Лукино           | деревня | 8         | Демяховское сельское поселение   |
| 70  | Макарово         | деревня | 0         | Кавельщинское сельское поселение |
| 71  | Максимовка       | деревня | 14        | Демяховское сельское поселение   |
| 72  | Малое Макарово   | деревня | 0         | Демяховское сельское поселение   |
| 73  | Марьино          | деревня | 0         | Кавельщинское сельское поселение |
| 74  | Медведево        | деревня | 10        | Демяховское сельское поселение   |
| 75  | Митьково         | деревня | 0         | Демяховское сельское поселение   |
| 76  | Михалево         | деревня | 1         | Демяховское сельское поселение   |
| 77  | Мокрый Луг       | деревня | 0         | Пригородное сельское поселение   |
| 78  | Моржово          | деревня | 1         | Кавельщинское сельское поселение |
| 79  | Морозово         | деревня | 20        | Будинское сельское поселение     |
| 80  | Муравьево        | деревня | 1         | Демяховское сельское поселение   |
| 81  | Нестерово        | деревня | 99        | Пригородное сельское поселение   |
| 82  | Никольщина       | деревня | 0         | Пригородное сельское поселение   |
| 83  | Новгородово      | деревня | 14        | Пригородное сельское поселение   |
| 84  | Новое Бохово     | деревня | 12        | Пригородное сельское поселение   |
| 85  | Обухово          | деревня | 9         | Верховское сельское поселение    |
| 86  | Околица          | деревня | 11        | Демяховское сельское поселение   |
| 87  | Околица 1-я      | деревня | 0         | Демяховское сельское поселение   |
| 88  | Паново           | деревня | 5         | Пригородное сельское поселение   |
| 89  | Пески            | деревня | 0         | Пригородное сельское поселение   |
| 90  | Петелино         | деревня | 11        | Кавельщинское сельское поселение |
| 91  | Петрово          | деревня | 1         | Егорьевское сельское поселение   |
| 92  | Петрушино        | деревня | 0         | Будинское сельское поселение     |
| 93  | Петрушино        | деревня | 1         | Пригородное сельское поселение   |
| 94  | Плоское          | деревня | →0        | Будинское сельское поселение     |
| 95  | Подвойское       | деревня | ↘32       | Егорьевское сельское поселение   |
| 96  | Понизовье        | деревня | 40        | Пригородное сельское поселение   |
| 97  | Поповка          | деревня | 1         | Пригородное сельское поселение   |
| 98  | Поповский        | посёлок | 10        | Пригородное сельское поселение   |
| 99  | Похомино         | деревня | 0         | Кавельщинское сельское поселение |
| 100 | Пригородный      | посёлок | ↗225      | Пригородное сельское поселение   |
| 101 | Прудня           | деревня | 0         | Пригородное сельское поселение   |
| 102 | Прусово          | деревня | 1         | Демяховское сельское поселение   |
| 103 | Пышково          | деревня | 49        | Егорьевское сельское поселение   |
| 104 | Пящино           | деревня | 5         | Пригородное сельское поселение   |
| 105 | Реханово         | деревня | 0         | Верховское сельское поселение    |
| 106 | Рожино           | деревня | 0         | Демяховское сельское поселение   |
| 107 | Рыделово         | деревня | 0         | Верховское сельское поселение    |
| 108 | Рыжково          | деревня | 6         | Пригородное сельское поселение   |
| 109 | Рыжово           | деревня | 0         | Кавельщинское сельское поселение |
| 110 | Самаки           | деревня | 1         | Кавельщинское сельское поселение |
| 111 | Самсоновка       | деревня | 0         | Будинское сельское поселение     |
| 112 | Сапрыкино        | деревня | 0         | Егорьевское сельское поселение   |
| 113 | Сверкуны         | деревня | 0         | Будинское сельское поселение     |
| 114 | Симоны           | деревня | 0         | Пригородное сельское поселение   |
| 115 | Скерино          | деревня | 10        | Кавельщинское сельское поселение |
| 116 | Сметанино        | деревня | 14        | Верховское сельское поселение    |
| 117 | Смольяны         | деревня | ↘1        | Кавельщинское сельское поселение |
| 118 | Сопоть           | деревня | 0         | Пригородное сельское поселение   |
| 119 | Спасс            | деревня | 0         | Кавельщинское сельское поселение |
| 120 | Старое Бохово    | деревня | 1         | Пригородное сельское поселение   |
| 121 | Старское         | деревня | 0         | Верховское сельское поселение    |
| 122 | Стромово         | деревня | 0         | Егорьевское сельское поселение   |
| 123 | Струево          | деревня | 1         | Кавельщинское сельское поселение |
| 124 | Сухинино         | деревня | 0         | Егорьевское сельское поселение   |
| 125 | Тараканово       | деревня | 1         | Кавельщинское сельское поселение |
| 126 | Терехово         | деревня | 0         | Верховское сельское поселение    |
| 127 | Толстики         | деревня | 1         | Егорьевское сельское поселение   |
| 128 | Точилино 2-е     | деревня | 1         | Кавельщинское сельское поселение |
| 129 | Филино           | деревня | 0         | Демяховское сельское поселение   |
| 130 | Филюкино         | деревня | 46        | Пригородное сельское поселение   |
| 131 | Фролово          | деревня | 27        | Демяховское сельское поселение   |
| 132 | Цыганы           | деревня | 1         | Егорьевское сельское поселение   |
| 133 | Черепы 2-е       | деревня | 0         | Будинское сельское поселение     |
| 134 | Чичаты           | деревня | 74        | Демяховское сельское поселение   |
| 135 | Шайтровщина      | деревня | ↘82       | Кавельщинское сельское поселение |
| 136 | Шапково          | деревня | 0         | Егорьевское сельское поселение   |
| 137 | Шимаково         | деревня | 0         | Егорьевское сельское поселение   |
| 138 | Шишкино          | деревня | 12        | Егорьевское сельское поселение   |
| 139 | Шкутки           | деревня | 21        | Демяховское сельское поселение   |
| 140 | Шлейно           | деревня | 0         | Пригородное сельское поселение   |
| 141 | Шпекино          | деревня | 0         | Егорьевское сельское поселение   |

### Упразднённые населённые пункты
- 2002 год — деревни Жигалово, Леоново (у деревни Сметанино), Руево, Авсюково, Внуково, Горбуны, Жилинщина, Осипово, Марфинка, Сергеево, Сорокино, Степаново, Кислово, Скобичеево, Устье, Ерменево, Темерево, Будница, Ломаники, Мужилино[28].

## Транспорт
Транспортное сообщение: г.Тверь (автобусное) — 300 км, г. Смоленск — 150 км, г. Москва — 380 км.

Ближайшая ж/д станция — Нелидово — 50 км.

Основная автодорога — Р136 «Лисичино — Духовщина — Белый — Нелидово», соединяющая Смоленскую и Тверскую области. Общая протяженность дорог общего пользования — 321 км, в том числе с твердым покрытием — 195 км, с асфальтовым покрытием — 44 км.

## Известные люди
В годы Великой Отечественной войны на территории района действовало более 50 воинских частей и соединений (в том числе конница генерала Доватора и сибирские добровольческие формирования), 5 партизанских отрядов, в одном из которых — «Смерть фашизму» — сражался немецкий антифашист Фриц Шменкель. Учитывая важность боев под Белым, в район боевых действий дважды прилетал Г. К. Жуков (в октябре 1941 г. и 8 декабря 1942 г.).

## Воинские захоронения
В годы Великой Отечественной войны на территории Бельского района боевые действия велись с июля по октябрь 1941 года и с февраля 1942 года по март 1943 года. После 20 месяцев почти непрерывных боёв здесь были сотни братских могил солдат Красной Армии и партизан. Впоследствии происходил процесс укрупнения, перенос мелких и одиночных могил в крупные захоронения.
Список воинских захоронений на территории Бельского района.
| № захоронения в ВМЦ | Место захоронения       | Поселение     | Захоронено всего | Захоронено известных | Захоронено неизвестных |
| ------------------- | ----------------------- | ------------- | ---------------- | -------------------- | ---------------------- |
| 69-32               | г. Белый,.гор. кладбище | г. Белый      | 77               | 0                    | 77                     |
| 69-33               | г. Белый, пл. К.Маркса  | г. Белый      | 2993             | 2785                 | 208                    |
| 69-34               | Васнево, дер.           | Кавельщинское | 1                | 1                    | 0                      |
| 69-35               | Верховье, дер.          | Верховское    | 359              | 359                  | 0                      |
| 69-36               | Демяхи, дер.            | Демяховское   | 5034             | 5034                 | 0                      |
| 69-36*              | Заболотье, дер.         | Пригородное   | 1039             | 1039                 | 0                      |
| 69-37               | Егорье, дер.            | Егорьевское   | 1932             | 1932                 | 0                      |
| 69-37*              | Кавельщино, с.          | Кавельщинское | 628              | 616                  | 12                     |
| 69-38               | Ломоносово, дер.        | Демяховское   | 70               | 0                    | 70                     |
| 69-39               | Петрушино, дер.         | Пригородное   | 1138             | 1010                 | 128                    |
| 69-40               | Плоское, дер.           | Будинское     | 6016             | 6016                 | 0                      |
| 69-41               | Понизовье, дер.         | Пригородное   | 182              | 171                  | 11                     |
| 69-42               | Раменка, бнп.           | Пригородное   | 105              | 9                    | 96                     |
| 69-43               | Шайтровщина, дер.       | Кавельщинское | 1212             | 1212                 | 0                      |
| 69-44               | Сопоть, дер.            | Пригородное   | 59               | 59                   | 0                      |
| 69-45               | Сорокино, бнп.          | Кавельщинское | 36               | 36                   | 0                      |
| 69-46               | Самаки, дер.            | Кавельщинское | 84               | 0                    | 84                     |
| 69-47               | Спасс, дер.             | Кавельщинское | 125              | 0                    | 125                    |
| 69-48               | Тагоша, бнп.            | Пригородное   | 64               | 2                    | 62                     |
| 69-49               | Чёрный Ручей, бнп.      | Демяховское   | 23               | 3                    | 20                     |
| 69-50               | Чичаты, дер.            | Демяховское   | 817              | 732                  | 85                     |